# Markus Rühl

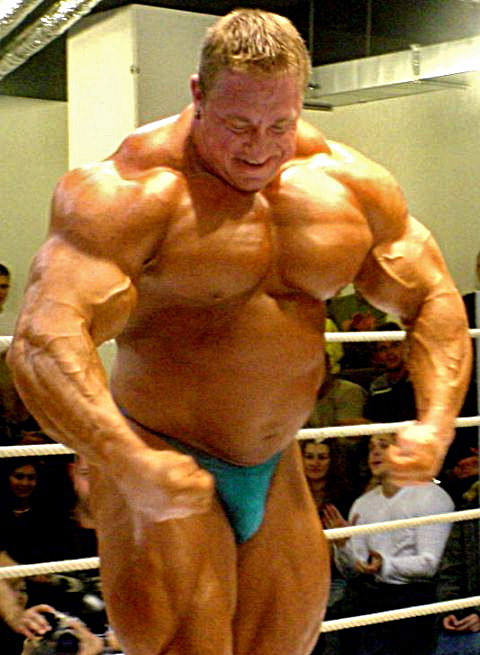
Markus Rühl i Biberach an der Riß.

Markus Rühl, född 22 februari 1972 i Darmstadt, är en tysk kroppsbyggare som har deltagit i tävlingen Mr. Olympia flera gånger.
Efter framgången 2004, då Rühl nådde femteplatsen i Mr. Olympia, kom han bara på femtonde plats 2005 års upplaga.  2006 kom han starkt tillbaka med en åttondeplats. 
2007 gick Rühl ut med att han inte kommer delta i några fler tävlingar,  men våren 2009 gjorde han comeback trots sitt tidigare uttalande och kom på tredje plats vid New York Pro.  Han deltog även i Mr Olympia 2009. 

## Placeringar i Mr. Olympia
- 2000 - 7[6]
- 2001 - 14[7]
- 2002 - 8[8]
- 2004 - 5
- 2005 - 15[1]
- 2006 - 8[2]
- 2009 - 15[9]

## Träningsvideor
- XXXL-Big beyond belief - 2000
- Made in Germany - 2004
- Big and loving it - 2007